# Bodeneis (Trinkglas)
Bodeneis (seltener Eisfuß) bezeichnet bei Trinkgläsern (vor allem Bechergläsern wie Tumblern und Longdrinkgläsern) und anderen Glasgefäßen einen vergleichsweise dick und schwer ausgeprägten Boden aus massivem Glas.
Durch die Verwendung von viel Bodeneis wird ein Glas stabiler und bricht nicht so leicht, wenn man es auf harten Oberflächen abstellt. Ein weiterer Grund für die Verwendung von Bodeneis ist das hohe Eigengewicht von Glas: Gewöhnliches Kalk-Natron-Glas hat mit etwa 2,5 g/cm3 eine zweieinhalbfach größere Dichte als Wasser, bei hochwertigen Gläsern ist sie sogar noch deutlich höher (Mindest-Dichte für Bleikristall: 2,9 g/cm3). Gläser mit viel Bodeneis wirken daher besonders schwer und hochwertig, und hohe Longdrinkgläser mit viel Bodeneis fallen durch den niedrigen Schwerpunkt nicht so leicht um. Werden die Gläser vorgekühlt, wie es bei der Zubereitung von Cocktails üblich ist, wirkt starkes Bodeneis zudem als zusätzlicher Kältespeicher, gibt aber anders als Eiswürfel kein Schmelzwasser ab.

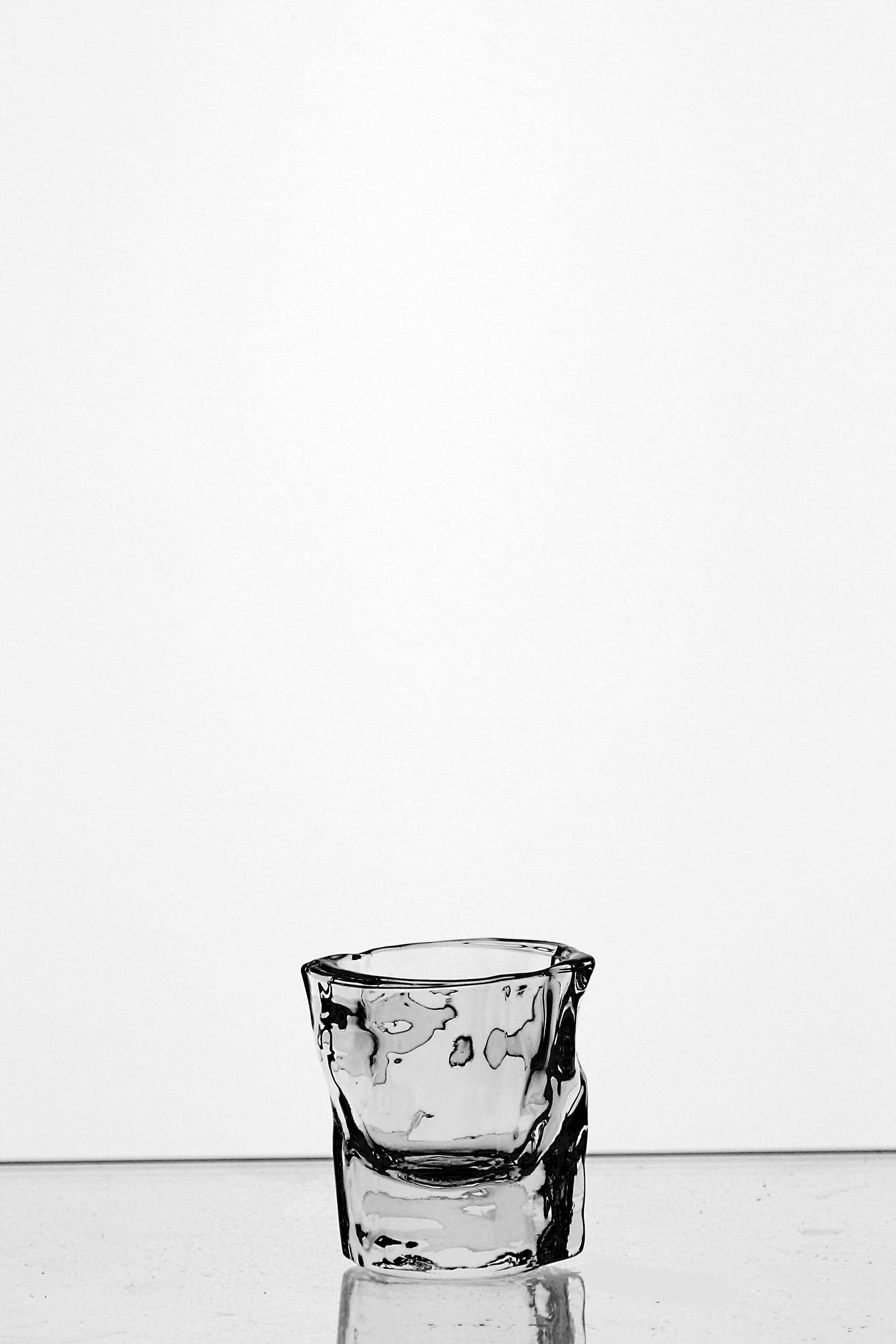
Schnapsglas in „Eis-Optik“ mit dickem Bodeneis
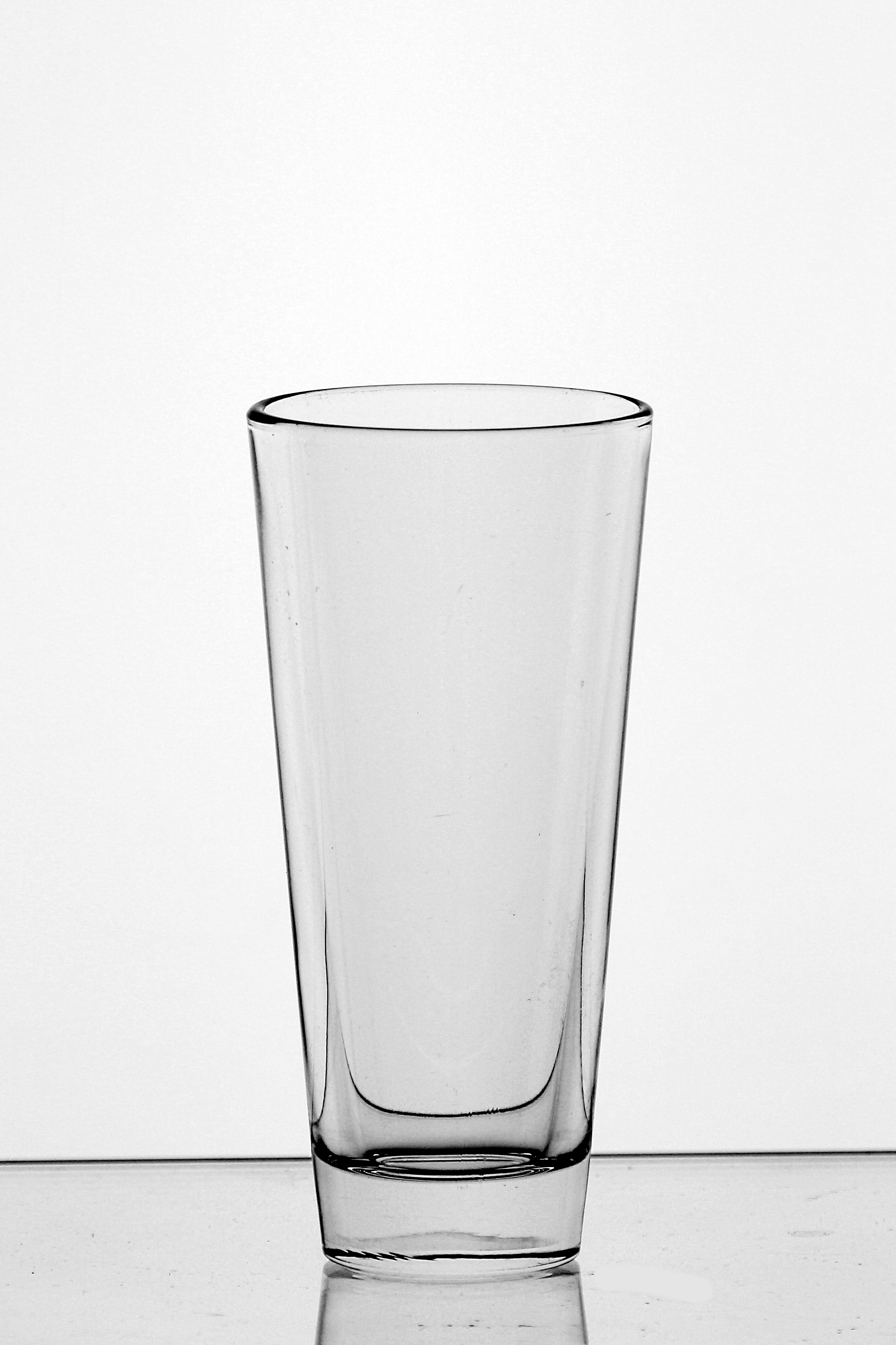
Longdrinkglas mit Bodeneis
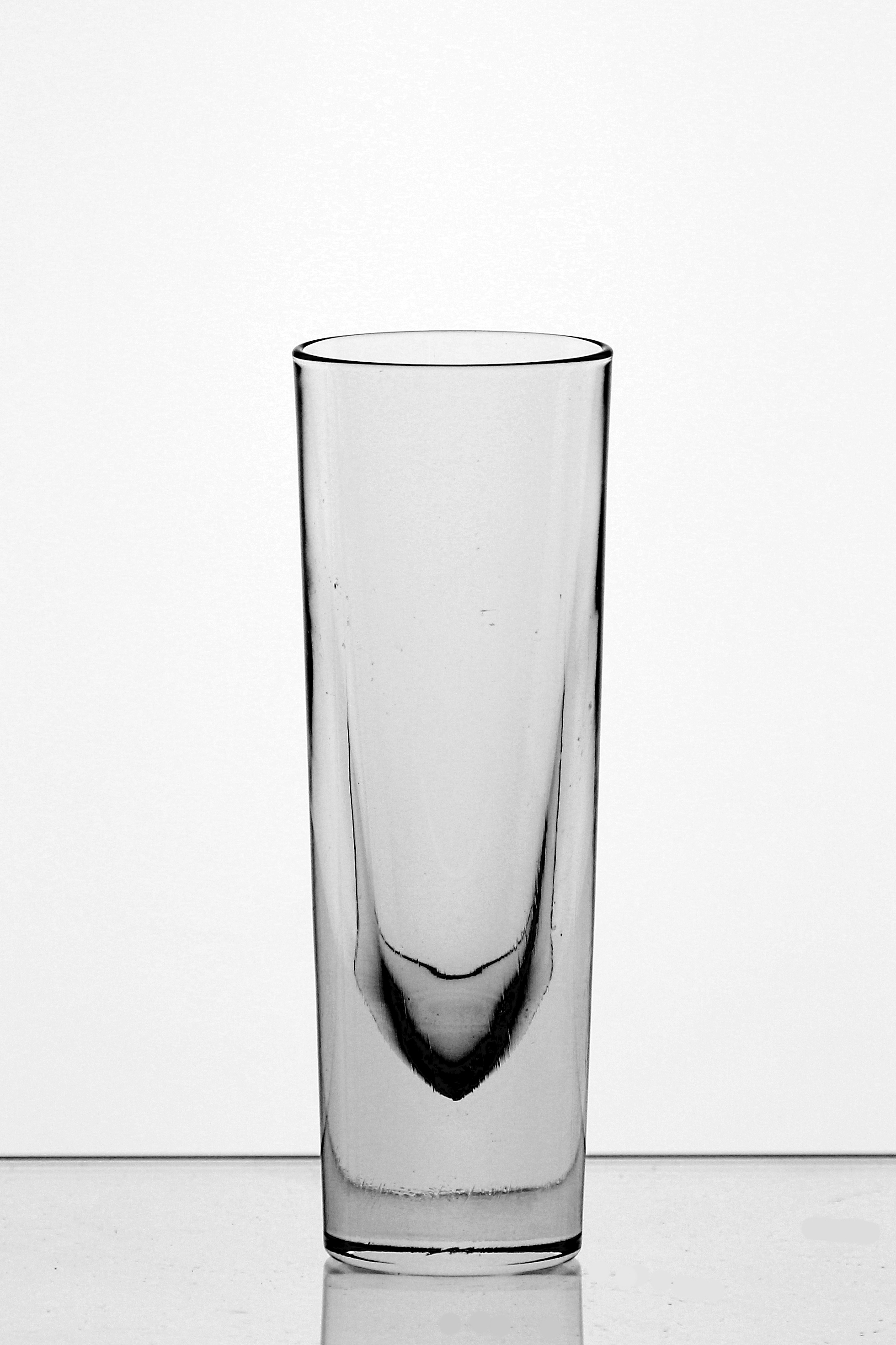
Schweres Aperitif-Glas mit stark ausgeprägtem Bodeneis
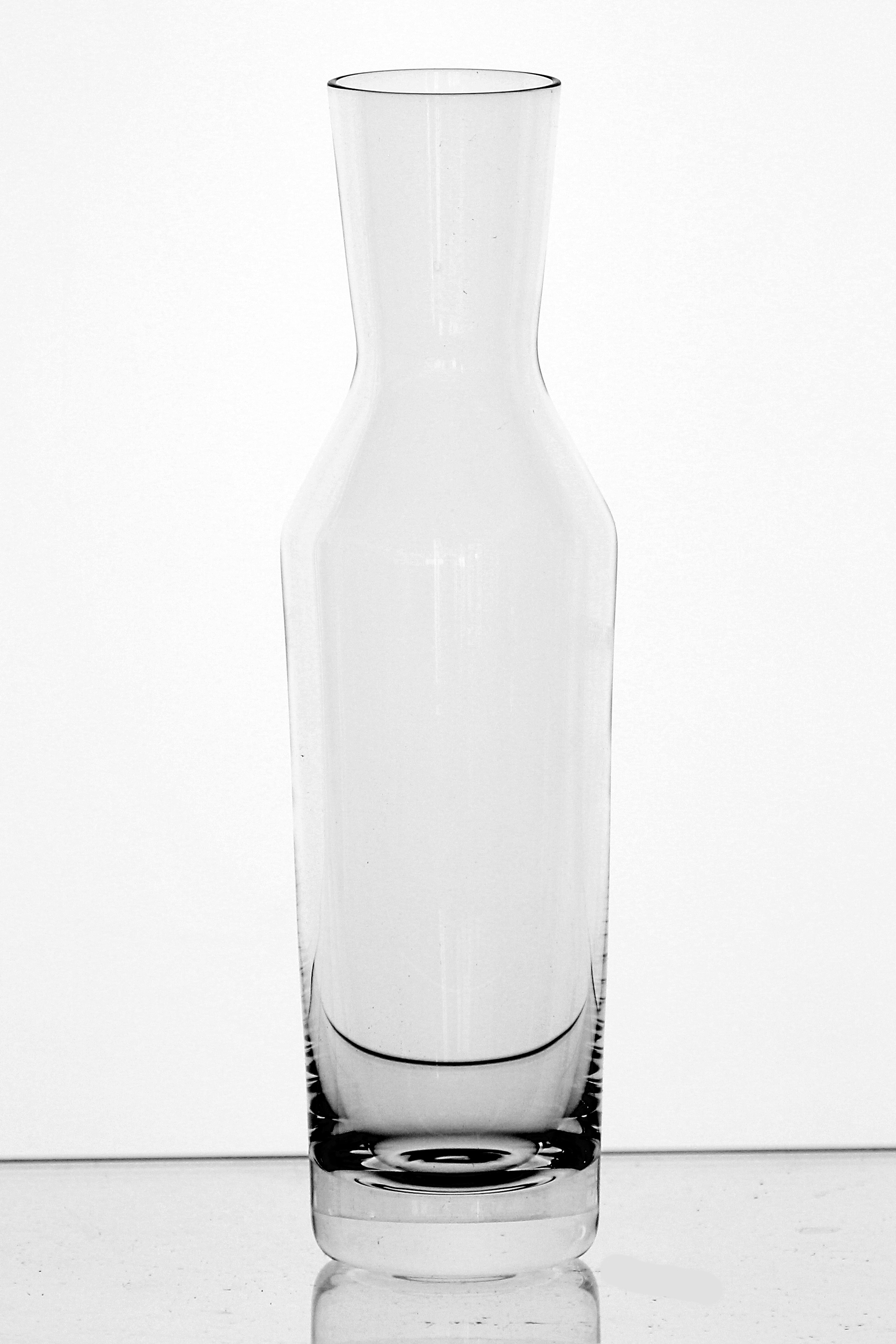
Karaffe mit Bodeneis
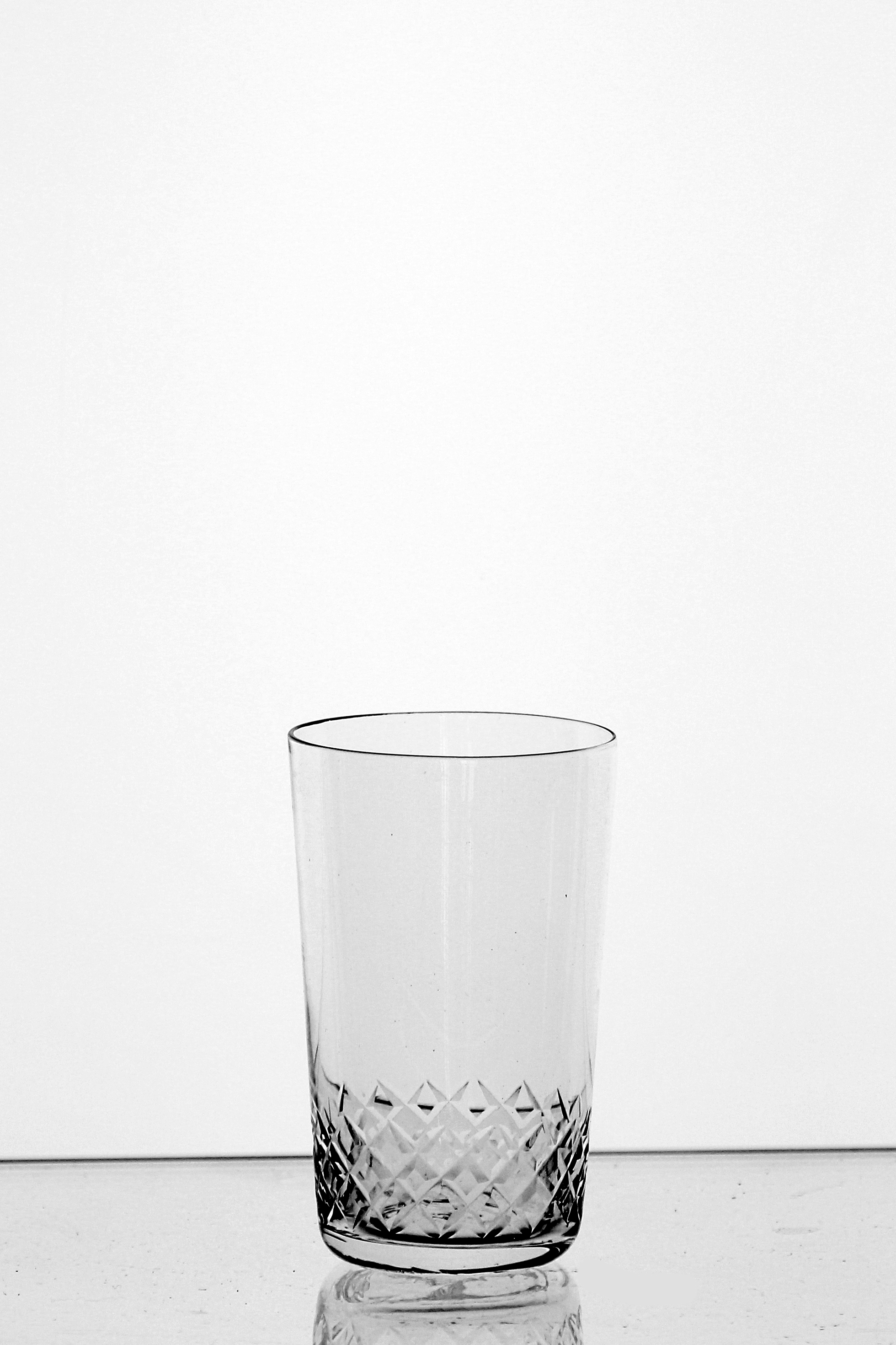
Dünnwandiges Becherglas mit wenig Bodeneis